# HD 44323
HD 44323，又名CD-34 2795，SAO 196686、HR 2279，是一颗恒星，视星等为5.78，位于銀經241.81，銀緯-21.04，其B1900.0坐标为赤經6h 16m 4.7s，赤緯-34° -21.04′ 12″。